# Bienisłauskaha
Bienisłauskaha (biał. Беніслаўскага; ros. Бениславского) – przystanek kolejowy pomiędzy miejscowościami Wałyncy i Antonawa, w rejonie wierchniedźwińskim, w obwodzie witebskim, na Białorusi. Położony jest na linii Witebsk - Dyneburg.